# Realismo (Piaget)
El Realismo, dentro de la teoría de los estadios de Jean Piaget en psicología evolutiva, es la tendencia mostrada por los niños a confundir las experiencias subjetivas (sueños, imaginaciones, pensamientos, etc) con la realidad objetiva. Se considera, dentro de esta teoría, una manifestación del egocentrismo característico del período "Preoperatorio", previo al de las "Operaciones Concretas", a partir de los 7 años